# GLK (rappeur)
Pour les articles homonymes, voir GLK.
GLK (initiales de « Ghix La Kalash »), né le 5 janvier 1994, est un rappeur et chanteur français.
Il grandit à Bobigny où il forme son premier groupe, ZAR (Zone à risque). En 2015, il commence sa série de freestyles Bandito, dont les sept premiers figurent sur la mixtape Avant Murder sortie début septembre 2015 sous le label 50k Editions.
La mixtape Murder sort le 20 mai 2016, contenant notamment des featurings avec Niska, Gradur, KeBlack, KRK et Sofiane. La réédition de la mixtape sort le 3 mars 2017, contenant notamment des featurings avec Leto et The S.
Le premier album de GLK, Un jour ou l'autre, sort le 30 novembre 2018, contenant notamment le titre Mauvais en featuring avec Ninho, certifié single de platine.
Après une série de freestyles en 2019, l'album Indécis sort le 27 mars 2020. Certifié disque d'or, il contient notamment le titre 93% [Tijuana] en featuring avec Hornet La Frappe, Landy et DA Uzi, certifié single de diamant et Wesh en featuring avec Heuss l'Enfoiré, certifié single d'or. La réédition de l'album, Indécis Part. 2, sort le 2 octobre 2020.
Le 19 novembre 2021 sort l'album Karma, contenant notamment des featurings avec Imen ES, Kaza et Koba LaD.
L'album Veni sort le 13 octobre 2023, suivi de Vidi le 23 février 2024.

## Carrière

### 2015: débuts et mixtapeEn attendant Murder
GLK, initiales de Ghix La Kalash, nait le 5 janvier 1994[réf. nécessaire]. Sa famille est originaire du village d'Ait Zellal en Algérie,. Il grandit à Bobigny, écoutant de la musique algérienne avec ses parents et découvre le rap, dont les morceaux de LIM,.
GLK rejoint un premier groupe, ZAR (Zone à risque). En 2015, il commence sa série de freestyles Bandito. Les sept premiers numéros figurent sur la mixtape Avant Murder sortie début septembre 2015 sous le label 50k Editions. Le vidéoclip de Vaillant extrait de la mixtape sort le 16 septembre 2015.
GLK apparaît en featuring sur le freestyle Nae Nae 2.0 de Ninho sorti le 9 octobre 2015, extrait de la mixtape I.S.P.A.C. 2 de ce dernier et sur le titre Passe à la caisse de Gradur dont le vidéoclip sort le 25 octobre, extrait de la mixtape Sheguey Vara 2 de ce dernier.

### 2016: mixtapeMurder
GLK sort le freestyle Bandito #8 le 1er février 2016, interprète le titre Hors-la-loi sorti le 6 avril 2016, extrait de la compilation Booska Pefra, Vol. 2 de Booska-P,, puis sort Bandito #9 le 25 février.
GLK sort successivement Faudra assumer le 7 mars 2016,, Compton en featuring avec Niska le 23 avril puis En bas d'la tour le 6 mai 2016, extraits de la mixtape Murder qui sort le 20 mai 2016.
GLK sort le freestyle Booska Murder pour Booska-P le 22 juin 2016, figurant sur la compilation Booska Pefra Vol.3 sortie en fin d'année. Le rappeur apparaît en featuring aux côtés de Graya, Ninho, Riane, The S et Sofiane sur le titre Mortal Kombat, l'épisode 3 de la série de freestyles extrait de la mixtape #JesuispasséchezSo de ce dernier, dont le vidéoclip sort le 2 mai 2016.
Cinq extraits de Murder sortent successivement : C'est comment fin août 2016, Bandito #10 en featuring avec The S le 9 novembre, Bresom le 9 octobre, figurant également sur la compilation Sauvage 2 du label Bomayé Musik, C'est elle en featuring avec KeBlack le 16 décembre et Trou noir le 2 février 2017.

### 2017: réédition deMurder
Le 15 février 2017 sort Dans ma ville, premier extrait de la réédition de Murder. Cette dernière sort le 3 mars 2017 et comprend notamment Oseille en featuring avec Leto dont le clip sort le même jour. Le vidéoclip de La Zone, extrait de la mixtape, sort le 20 juillet.
GLK apparaît en featuring sur le titre Le Cercle sorti le 10 mai 2017 aux côtés d'Hornet La Frappe, YL et Sofiane, extrait de l'album Bandit saleté de ce dernier puis sur le titre Dans la mine de Titai sorti le 29 juin. Le rappeur sort successivement les inédits OG le 6 septembre, Shottas le 18 octobre, Manier le 13 décembre et Terrain le 12 mars 2018.

### 2018: premier albumUn jour ou l'autre
Le 11 mai 2018 sort Massacre, titre réunissant GLK et YL extrait de la compilation Game Over. GLK participe à l'épisode 3 de la saison 2 de l'émission Rentre dans le Cercle de Sofiane diffusée le 15 juin et aux côtés de Q.E Favelas et Sadek sur le titre Maman veut pas extrait de la compilation 93 Empire et dont le vidéoclip sort le 23 novembre 2018.
GLK sort successivement les singles Moula le 29 juin 2018, Allez featuring Naza le 15 août, Désolé le 10 octobre, dans lequel il annonce la sortie de son premier album, intitulé Un jour ou l'autre courant novembre, Bang le 9 novembre et le freestyle Booska G pour Booska-P le 27 novembre.
L'album Un jour ou l'autre sort le 30 novembre 2018 et contient 17 titres dont des featurings avec Ninho, Soolking, KRK, RK et Koba LaD. Le vidéoclip de Chargé, en featuring avec RK et Koba LaD, sort le même jour. L'album se vend à 3 686 copies durant la première semaine. Trois vidéoclips d'Un jour ou l'autre sortent successivement : Guerilla le 26 décembre 2018 et Mauvais en featuring avec Ninho le 8 février 2019, certifié single de platine le 5 mai 2022 et Plus jamais le 15 mars 2019.

### 2019: série de freestyles
Tout au long de 2019, GLK publie une nouvelle série de freestyles : 11% sorti le 26 avril, 22% le 19 juin, 44% le 3 septembre,, 88% le 16 octobre et enfin 93% [Tijuana] en featuring avec Hornet La Frappe, Landy et DA Uzi le 22 novembre,, single certifié platine le 1er mai 2020 puis diamant le 21 janvier 2021.
Le 21 août 2019 sort le vidéoclip d'Avant, titre réunissant GLK et RK extrait de la compilation Game Over 2,.

### 2020: albumIndéciset réédition
Le single Maudit sort le 7 février 2020. Glk apparait en featuring avec Benab sur le morceau Urus extrait de la bande originale de la série Validé le 20 mars. Le freestyle Boosk'Indécis pour Booska-P sort le 26 février.
Le 2 mars 2020, GLK dévoile son prochain album, Indécis, contenant 17 pistes dont des featurings avec Soolking, Koba LaD, Heuss l'Enfoiré, Naps et Dystinct en plus de ceux de 93% [Tijuana]. Le single Mauve sort le 6 mars 2020.
Le 26 mars sort le featuring avec Heuss l'Enfoiré, Wesh , certifié single d'or le 4 février 2021. L'album Indécis sort le 27 mars 2020, se vendant à 2 386 exemplaires en première semaine et certifié disque d'or le 18 novembre 2021. Trois vidéoclips de singles extraits de l'album sortent successivement : Bénéfice le 20 avril, 6.3 le 29 mai et Sinaloa en featuring aevc Soolking et Koba LaD le 24 juin. L'inédit Maracanã sort le 24 juillet 2020.
Le 18 septembre 2020 sort le vidéoclip de Pas sommeil, premier extrait de la réédition de son album.
La réédition, intitulée Indécis Part. 2, sort le 2 octobre 2020. Elle est suivie des extraits Grillé en featuring avec 13 Block le 12 octobre, Dans ma tête en featuring avec Lyna Mahyem le 9 décembre et Pas le choix en featuring avec Kelle le 12 février 2021.
Le 6 novembre, GLK apparaît en featuring sur le titre Illimité de C.O.R extrait de la mixtape Rue de Madrid de ce dernier.

### 2021: albumKarma
Le titre En bas de GLK figure sur la réédition de la compilation Art de rue sortie le 14 mai 2021[réf. souhaitée].
Le 24 juin 2021, à l'occasion de sa signature chez le label Play Two, GLK sort le single Zehma. GLK apparaît en featuring avec SAF sur le vidéoclip du titre Tourner sorti le 30 juillet 2021, extrait de la compilation NouvlR, Vol. 1.
Le 19 août 2021 sort l'inédit Merci pour tout à l'occasion de la certification d'or pour l'album Indécis,.
Deux singles extraits d'un prochain album sortent successivement : BEP le 10 septembre et 100 pas le 29 octobre 2021.
GLK apparaît sur le titre Testarossa de l'album collectif Le Classico organisé sorti le 5 novembre 2021.
L'album Karma sort le 19 novembre 2021, comprenant 15 titres dont des featurings avec Imen ES, Kaza et Koba LaD. Le vidéoclip du featuring avec Koba LaD, LTDP, sort le même jour. L'album se vend à 4 101 copies durant la première semaine.

### 2022-2023: singles et albumVeni
Le 28 janvier 2022 sort le vidéoclip de Bizarre en featuring avec Nahir et WaïV. Le rappeur inaugure également une nouvelle série de morceaux avec Sadness, Part. 1 : Santé, sorti le 16 février 2022, suivi de Sadness, Part. 2 : Voleur le 10 mars et Sadness, Part. 3 : Dalida le 25 mars. Le 22 juillet 2022 sort le titre Mbappé nommé en hommage au joueur de foot Kylian Mbappé.
Le 12 mai 2023 sort le titre Essaye, suivi de 140k le 9 juin 2023. Le single Parebellum sort le 13 juillet 2023.
L'album Veni, contenant 6 pistes, sort le 13 octobre 2023. Deux vidéoclips de titres extraits de l'album sortent successivement : Appart des Apes le 1er septembre et Avec elle le 12 octobre.

### 2024: albumVidi
Le 23 février 2024 sort l'album Vidi, contenant 6 pistes dont des featurings avec ASHE 22 et Mougli.

## Classements et certifications

### Albums et mixtapes
| Titre              | Année | Classement | Classement | Classement | Certification      |
| Titre              | Année | FR         | BEL (WA)   | SWI        | Certification      |
| ------------------ | ----- | ---------- | ---------- | ---------- | ------------------ |
| Un jour ou l'autre | 2018  | 45         | —          | —          | —                  |
| Indécis            | 2020  | 16         | —          | —          | France (SNEP) : Or |
| Indécis Part.2     | 2021  | 129        | —          | —          | —                  |
| Karma              | 2021  | 22         | —          | —          | —                  |
| Veni               | 2023  | 158        | —          | —          | —                  |

### Singles
| Année | Titre                                                  | Classement | Classement | Certification           | Album              |
| Année | Titre                                                  | FRA        | BEL (WA)   | Certification           | Album              |
| ----- | ------------------------------------------------------ | ---------- | ---------- | ----------------------- | ------------------ |
| 2018  | Chargé (feat. Koba LaD & RK)                           | 65         | —          | —                       | Un jour ou l'autre |
| 2018  | Mauvais (feat. Ninho)                                  | —          | —          | France (SNEP) : Platine | Un jour ou l'autre |
| 2020  | 93% [Tijuana] (feat. Hornet La Frappe, Landy & DA Uzi) | 13         | —          | France (SNEP) : Diamant | Indécis            |
| 2020  | Maudit                                                 | 173        | —          | —                       | Indécis            |
| 2020  | Wesh (feat. Heuss l'Enfoiré)                           | 43         | —          | France (SNEP) : Or      | Indécis            |
| 2021  | Zehma                                                  | 116        | —          | —                       | —                  |
| 2021  | BEP                                                    | 64         | —          | —                       | Karma              |
| 2021  | LTDP (feat. Koba LaD)                                  | 96         | —          | —                       | Karma              |
| 2022  | Bizarre (feat. Nahir & Waïv)                           | 160        | —          | —                       | Karma              |